# Schleinitzia fosbergii
Schleinitzia fosbergii är en ärtväxtart som beskrevs av Nevling och Niezgoda. Schleinitzia fosbergii ingår i släktet Schleinitzia och familjen ärtväxter. Inga underarter finns listade i Catalogue of Life.